# 이리나 쿨리코바
이리나 쿨리코바(러시아어: Irina Kulikova, 1991년 8월 6일 ~ )는 러시아의 모델이다.